# Lektinek

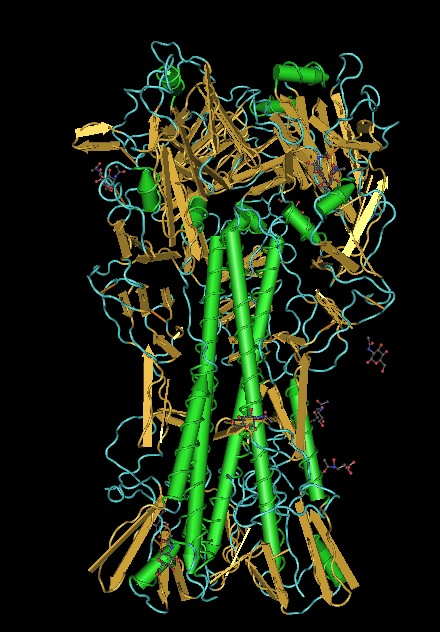
Hemagglutinin oldalnézetből

A lektinek összetett fehérjék vagy glikoproteinek. A különböző lektinek specifikusan kötődnek adott szénhidrátokhoz (az egyik pl. csak mannózokhoz, mások fukózokhoz stb.), így bizonyos sejtekhez, illetve sejtmembránokhoz kötődnek, ezáltal bizonyos biokémiai reakciókat váltanak ki. Ennek ellenére nem enzimek és nem immunglobulinok.
A lektinek (a latin legere, „olvas”, „kiválaszt” igéből) bizonyos anyagcsere-folyamatokat, például az osztódást, a fehérjeszintézist, a sejtagglutinációt (a vörösvérsejtek esetén például hemagglutinációt) vagy az immunitást (fikolinok) befolyásolhatják. Egyes lektinek hasznosak (például a csontnövekedést segítő CLEC11A), mások erős toxinok (például a ricin).
A lektinek széles körben elterjedtek. Állatok, növények és mikroorganizmusok is hoznak létre lektineket.

## Besorolás
Az N-acetilglükózaminhoz kötődő  Gramineae-lektinek, a burgonyafélék kitinkötő lektinjeinek, a hüvelyeslektinek és az Amaryllidaceae, Alliaceae és Orchidoceae mannózkötő lektinjeinek csoportját különböztetik meg. Az Aegopodium podagraria és az Urtica dioica lektinjeit még nem sorolták be. Ezenkívül még sok további lektin ismert.
Lektinek például egyes AB-toxinok, például a magglikoproteinek, mint amilyen a ricin vagy a bakteriális toxinok közé tartozó siga-toxin, a vero-toxin, a diftériatoxin, a exotoxin A vagy az α-szarcin. Az abrin, a fazinok (a Phaseolus vulgaris (veteménybab) nevéből), az I-típusú lektinek (amelyek az immunoglobulin szupercsalád részei, de nem ellenanyagok), a kalnexin és a kalretikulin különböző lektinek. Cukormaradék nélküli lektin például a Canavalia ensiformis magjából származó konkanavalin A.
| Megnevezés                              | Fajok                       | Fiziológiai hatás                | Érdekességek                                    | Szénhidrát-specificitás                                                 |
| --------------------------------------- | --------------------------- | -------------------------------- | ----------------------------------------------- | ----------------------------------------------------------------------- |
| Abrin                                   | Abrus precatorius           |                                  |                                                 |                                                                         |
| α-Sarcin                                | Aspergillus giganteus       | Transzlációgátló                 | Toxin                                           |                                                                         |
| Kalnexin                                |                             | Segédfehérje                     |                                                 |                                                                         |
| Kalretikulin                            |                             | Segédfehérje                     |                                                 |                                                                         |
| Konkanavalin A (ConA)                   | Canavalia ensiformis        |                                  | Cukormaradék nélkül                             | α-D-mannozil- és α-D-glükozilmaradékok                                  |
| Diftériatoxin                           | Corynebacterium diphtheriae | Sejtekbe hatol, transzlációgátló | Diftéria                                        |                                                                         |
| Exotoxin A                              | Pseudomonas aeruginosa      | Sejtekbe hatol                   | Toxin                                           |                                                                         |
| Immunglobulin-szupercsalád              | Emlősök                     |                                  |                                                 |                                                                         |
| Lencselektinek (LCH)                    | Lens culinaris              |                                  |                                                 | Mannozilfukóz                                                           |
| Mitogillin                              | Aspergillus restrictus      | Transzlációgátló                 | Toxin                                           |                                                                         |
| Fazinok                                 | Veteménybab, csicseriborsó  | Agglutininok                     | Hemagglutináció, toxin, hőhatásra inaktiválható |                                                                         |
| Téltemetőlektin                         | Eranthis hyemalis           | Transzlációgátló                 | II-es típusú riboszóma-inaktiváló protein       | N-Acetil-D-galaktózamin                                                 |
| Földimogyoró-agglutinin (PNA)           | Földimogyoró                |                                  |                                                 | Galaktóz-β1-3-N-acetilgalaktózamin-α1-Ser/Thr                           |
| Favabab-lektin (VFA)                    | Vicia faba                  |                                  |                                                 |                                                                         |
| Influenza hemagglutinin (HA)            | Influenzavírus              |                                  |                                                 |                                                                         |
| Bodzalektin (SNA)                       | Fekete bodza                |                                  | más néven nigrin B                              | Neu5Ac-α2-6-GalNAc-maradék                                              |
| Jacalin (AIL)                           | Artocarpus integrifolia     |                                  |                                                 | (Sziálsav)-Gal-β1-3-GalNAc-α1-szerin/treonin                            |
| Maackia amurensis-leukoagglutinin (MAL) | Ázsiai sárgafa              |                                  |                                                 | Neu5Ac/Gc-α2-3-Gal-β1-4-GlcNAc                                          |
| Maackia amurensis-hemagglutinin (MAH)   | Ázsiai sárgafa              |                                  |                                                 | Neu5Ac/Gc-α2-3-Gal-β1-3-(Neu5Ac-α2,6)GalNac                             |
| Orangeroter-Becherling-Lektin (AAL)     | Narancsszínű csészegomba    |                                  |                                                 | Fucα1-2Galβ1-4(Fucα1-3/4)Galβ1-4GlcNAc, R2-GlcNAcβ1-4(Fucα1-6)GlcNAc-R1 |
| Fitohemagglutinin (PHA)                 | Hüvelyesek                  |                                  |                                                 |                                                                         |
| Resztriktocin                           | Aspergillus restrictus      | Transzlációgátló                 | Toxin                                           |                                                                         |
| Ricin (RCA)                             | Ricinus communis            | Transzlációgátló                 | Magglikoprotein                                 | Galaktóz-β1-4-N-acetilgalaktózamin-β1-maradék                           |
| Robin                                   | fehér akác                  |                                  |                                                 |                                                                         |
| Hóviráglektin (GNA)                     | Kikeleti hóvirág            |                                  |                                                 | α-1-3- és α-1-6-kapcsolódó mannóz                                       |
| Siga-toxin                              | Shigella dysenteriae        | Transzlációgátló                 | Sigellóz                                        |                                                                         |
| Szójabablektin (SBA)                    | Szójabab                    |                                  |                                                 |                                                                         |
| Ulex-lektinek                           | Ulex                        |                                  |                                                 | UEA: Fucα1-2Gal-R                                                       |
| Vero-toxin                              | Vérhas-Escherichia coli     |                                  | Sigellózis                                      |                                                                         |
| Gabonacsíra-lektin (WGA)                | Gabona                      |                                  |                                                 | GlcNAc-β1-4-GlcNAc-β1-4-GlcNAc, 5-acetil-neuraminsav                    |
| Bükkönylektin (VVL)                     | Vicia villosa               |                                  |                                                 |                                                                         |

## Funkcióik és működésük

### Szerepük a táplálkozásban
Egyes zöldségfélék friss állapotban az emberre vagy a háziállatokra mérgező lektineket tartalmaznak. Ezek főzés, sütés vagy más feldolgozás során fellépő hőhatásra denaturálhatók, így veszélytelenné válnak. E veszélytelen állapot fennmarad a hőhatás megszűnése után is. A veteménybab, a csicseriborsó és a szójabab ezért csak főzve fogyasztható.
A lektinek mérgező hatásának oka, hogy a vörösvérsejteket össze tudják kapcsolni. Adott mennyiségtől fejfájáshoz, hányáshoz, gyomor- és bélpanaszokhoz, szélsőséges esetben halálhoz is vezethet egyes lektinek fogyasztása. Különösen lektingazdag fajok, például a tűzbabok esetén már 4-5 nyers szem is súlyos tüneteket okozhat. A mérgezési tünetek gyorsan, gyakran 1-3 órával a fogyasztás után jelennek meg, és hasonlóan hamar szűnnek meg – 3-4 órával a kezdetük után.
Az 1990-es évek végén Peter J. D’Adamo, természetgyógyász kutatásaira alapozva úgynevezett vércsoportdiétát fejlesztett ki. Azonban nem bizonyítottak a diéta előnyei.

### Antibiotikus hatás
A lektinek hatásmechanizmusa gyakran hasonlít az antibiotikumokra. A ricin például a riboszomális fehérje-bioszintézist gátolja. A lektinek a kis élőlényeket mérgezik, így rovarirtóként is használják.

### Hírvivő anyagként
A lektinek általában a membrán külső felszínén találhatók. Így a sejtek és az élőlények kommunikációjában szerepet játszanak. Számos felismerési folyamatban részt vesznek. Korábban feltételezték, hogy a lektin-poliszacharid kölcsönhatás révén élhetnek baktériumok, például a Rhizobium trifolii a növényi gyökereken, lehetővé és specifikussá téve a Rhizobia–Fabaceae szimbiózist, de ezt lektinknockout-kísérletekben cáfolták.
Hasonló felismerési mechanizmusok játszhatnak szerepet az emberi petesejt megtermékenyítésében.

### Csírázás
A lektinek az ontogenezisben is szerepet játszhatnak. A csírázás révén egyes növényi lektinek inaktívvá válnak.

### Segédfehérjék
A kalnexin és a kalretikulin segédfehérjeként működnek a fehérjeszerkezet kialakításában.

## Előfordulásuk hüvelyesekben
Az alábbi táblázat különböző hüvelyesek lektintartalmát mutatja be (a USFDA alapján):
| Növény          | Lektintartalom hemagglutinációs egységekben (HAE) |
| --------------- | ------------------------------------------------- |
| Nyers vörös bab | 20 000-70 000                                     |
| Nyers fehér bab | 7000–23 000                                       |
| Nyers lóbab     | 1000–7000                                         |
| Főtt vörös bab  | 200–400                                           |

## Használatuk

### Orvostudományban és orvosi kutatásban
A tisztított lektinek az orvostudományban fontosak, mert vércsoport-meghatározásra alkalmasak. A vörösvérsejteken lévő glikolipidek és -proteinek egy része azonosítható lektinekkel.
- A Dolichos biflorus egyik lektinjével azonosíthatók az A1 vércsoportú sejtek.
- Az Ulex europaeus egyik lektinjével azonosítható a H vércsoport antigénje.
- A Vicia graminea egyik lektinjével azonosítható az N vércsoport antigénje.
- Az Iberis amara egyik lektinjével azonosítható az M vércsoport antigénje.
- A kókusztej egyik lektinjével azonosítható a Theros antigén.
- Egy Carex-lektinnel azonosítható az R antigén.

Az idegtudományban az anterográd jelölési módszer használatos efferens axonok nyomon követésére, ahol a PHA-L nevű bablektint használnak.
A BanLec banánlektin gátolja a HIV-1-et in vitro. A Tachypleus tridentatusban azonosított achilektinek specifikusan kapcsolódnak a humán A csoportú eritrocitákhoz. Az anti-B agglutininek, a Charybdis japonicából kimutatott anti-BCJ és a Lymantria disparból izolált anti-BLD a rutin-vércsoportelemzésben és kutatásban hasznosak.

### Fehérjék szénhidrát-felismerésének vizsgálatára

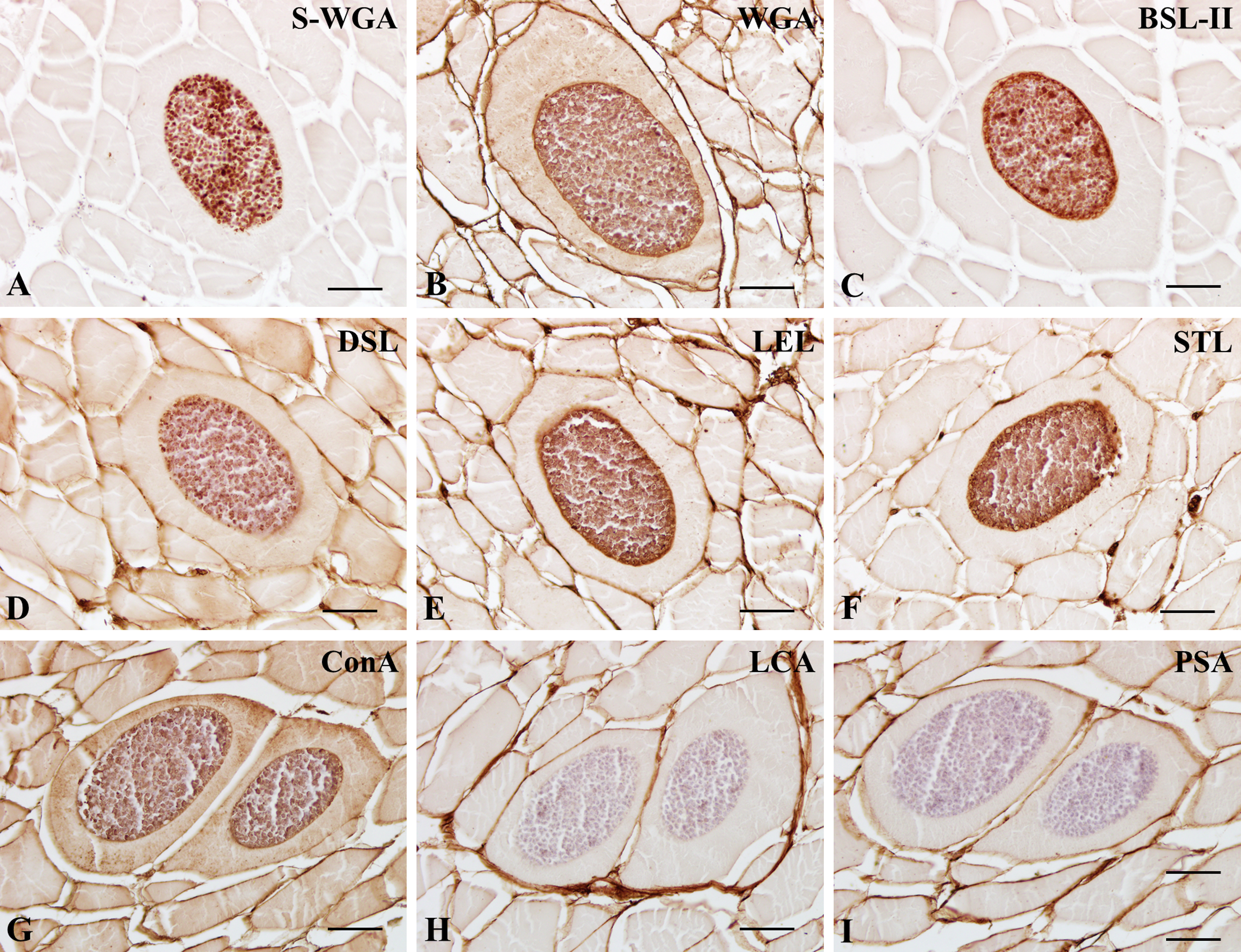
Mixozoon által fertőzött halizmok lektin-hisztokémiája

A hüvelyeslektinek, például a PHA vagy a konkanavalin A gyakori modellrendszerek a szénhidrátok fehérjék általi felismerésének megértésére, mivel könnyen kinyerhetők, és számos cukorjellemzőjük van. A hüvelyeslektinek számos kristályszerkezete a szénhidrát–fehérje atomi kölcsönhatások megismerését is lehetővé tette.

### Biokémiai használat
A konkanavalin A és más forgalmazott lektinek gyakran használatosak glikoproteinek affinitás-kromatográfiai tisztítására.
Általában a fehérjék jellemezhetők glikoforma és szénhidrátszerkezet alapján lektinekkel való affinitáskromatográfiával, blotokkal, affinitás-elektroforézissel és immunelektroforézissel, továbbá mikroarray-kben, például evaneszcens mezőben lévő fluoreszcenciaasszisztált lektin mikroarray révén.

### Biokémiai hadviselés
A lektinek biológiai jellemzői a biokémiai hadviselésben használt ricin esetén is használatosak. A ricint a ricinusmagból vonják ki, és két fehérjedoménből áll. Az abrin ehhez hasonló:
- Az egyik domén sejtfelszíni galaktozil-molekularészekhez kapcsolódó lektin, mely lehetővé teszi a lektin sejtbe kerülését.
- A másik domén N-glikozidáz, mely az rRNS-ről nukleobázisokat választ le, gátolva a fehérjeszintézist, végül sejthalálhoz vezetve.

## Fordítás
- Ez a szócikk részben vagy egészben  a   Lektine című német Wikipédia-szócikk ezen változatának fordításán alapul.  Az eredeti cikk szerkesztőit annak laptörténete sorolja fel. Ez a jelzés csupán a megfogalmazás eredetét és a szerzői jogokat jelzi, nem szolgál a cikkben szereplő információk forrásmegjelöléseként.
- Ez a szócikk részben vagy egészben  a   Lectin című angol Wikipédia-szócikk ezen változatának fordításán alapul.  Az eredeti cikk szerkesztőit annak laptörténete sorolja fel. Ez a jelzés csupán a megfogalmazás eredetét és a szerzői jogokat jelzi, nem szolgál a cikkben szereplő információk forrásmegjelöléseként.